# Garçon à la Pipe
Garçon à la Pipe (Rapaz com cachimbo em português) é uma pintura do espanhol Pablo Picasso, concebida por este no ano de 1905. Picasso pintou o famoso quadro aos 24 anos, durante o seu Período Rosa.
O óleo sobre tela, pintado em Montmartre, França, retrata um jovem rapaz francês com um cachimbo na mão esquerda e uma coroa de rosas na cabeça.
Esta pintura, anteriormente propriedade do multimilionário estadunidense John Hay Whitney, ficou muito conhecida após ter sido leiloada na Sotheby's pelo extraordinário valor de 104,2 milhões de dólares americanos. Hoje é a nona pintura mais cara do mundo.